# Ханс Карл фон Каролат-Бойтен
Ханс (Йохан) Карл I фон Каролат-Бойтен (на немски: Hans Carl (Hans Johann Carl) Fürst zu Carolath-Beuthen;* 15 юни 1689, Каролат, Силезия; † 11 октомври 1763, дворец Каролат) е от 1700 г. имперски граф и от 1741 г. 1. княз на Каролат-Бойтен, граф на Шьонайх, фрайхер на Бойтен на Одер. Той е след присъединяването към Прусия първият оберамтспрезидент със седалище в Бреслау (Вроцлав).

## Биография
Той е син на граф Йохан Георг (IV) фон Шьонайх (1662 – 1700) и съпругата му графиня Урсула Мариана фон Редерн (1662 – 1707), дъщеря на граф Карл Мориц фон Редерн фрайхер фон Крапиц (1619 – 1688) и фрайин Урсула Мариана фон Китлиц (1640 – 1694). Брат е на Лукреция Мариана фон Шьонайх-Каролат (1686 – 1731) и Шарлота Вилхелмина фон Шьонайх-Каролат (1696 – 1717).
До пълнолетието му собствеността е управлявана от братята на баща му. Ханс Карл посещава училище във Франкфурт на Одер, след това пътува в днешна Белгия, Нидерландия, Италия, Германия и Англия, и се връща обратно в Каролат през 1709 г. След като става пълнолетен през 1710 г. той се кълне на императора в седалището на обер-амта в Бреслау. Той поема управлението и се занимава с правни изследвания и с музика.
Пруският крал Фридрих II го издига през 1741 г. на княз. Господството Каролат-Бойтен става княжество.
Ханс (Йохан) Карл фон Каролат-Бойтен умира на 74 години на 11 октомври 1763 г. в Каролат.

## Фамилия
Ханс Карл I фон Каролат-Бойтен се жени на 3 февруари 1715 г. в Берлин за бургграфиня и графиня Амалия фон Дона-Шлодиен (* 4 юли 1692, Вианен; † 20 октомври 1761, Каролат), дъщеря на бургграф и граф Кристоф I фон Дона-Шлодиен (1665 – 1733) и бургграфиня и графиня Фридерика Мария фон Дона-Шлобитен (1660 – 1729). Те имат 12 деца:
- Йохан Карл Фридрих фон Каролат-Бойтен (* 11 ноември 1716, Каролат; † 23 февруари 1791), 2. княз на Каролат-Бойтен, женен на 17 декември 1749 г. в Кьотен за принцеса Йохана Вилхелмина фон Анхалт-Кьотен (* 4 ноември 1728, Кьотен; † 17 януари 1786, Каролат)
- Амалия Мария/Мариана Анна фон Шьонайх-Каролат (* 12 юни 1718; † 22 март 1790), омъжена на 9 август 1742 г. в Карлсберг за граф Хайнрих Леополд фон Райхенбах-Гошюц (* 19 март 1705; † 9 април 1775)
- Фабиан Хайнрих фон Шьонайх-Каролат (* 27 октомври 1719; † 24 януари 1737)
- Фридерика Шарлота фон Шьонайх-Каролат (* 30 септември 1720; † 11 юли 1741), омъжена на 19 юли 1737 г. за граф Хайнрих Леополд фон Райхенбах-Гошюц (* 19 март 1705; † 9 април 1775)
- Вилхелмина Хенриета фон Шьонайх-Каролат (* 5 януари 1722; † 25 януари 1781)
- Кристоф Албрехт фон Шьонайх-Каролат (* 18 декември 1722; † 26 март 1733)
- Карл Емил фон Шьонайх-Каролат (* 31 октомври 1724; † 26 март 1781), женен I. на 28 август 1764 г. в Гошюц за графиня София Шарлота фон Райхенбах (* 16 юли 1743; † 25 октомври 1794), дъщеря на граф Хайнрих Леополд фон Райхенбах-Гошюц, II. за Антоанета фон Зехер-Тос (* 24 септември 1747)
- Ханс Готлоб фон Шьонайх-Каролат (* 27 февруари 1726; † 5 декември 1803), женен на 16 ноември 1750 г. в Лигница за бургграфиня и графиня София Амалия фон Дона-Шлодиен (* 18 юли 1728; † 16 декември 1793)
- Каролина фон Шьонайх-Каролат (* 20 юни 1727; † 18 декември 1762), омъжена на 5 август 1744 г. за граф Йохан Ердман фон Промниц (* 2 февруари 1719; † 4 юли 1785)
- София Луиза фон Шьонайх-Каролат (* 22/27 август 1728; † 16 май 1778), омъжена на 21 юли 1767 г. в Шлодиен за бургграф и граф Кристоф Белгикус фон Дона-Лаук (* 20 юли 1715; † 11 юли 1773)
- Мария Елеонора фон Шьонайх-Каролат (* 31 август 1729; † 31 август 1789), омъжена на 23 юли 1750 г. в Каролат за бургграф и граф Кристоф III фон Дона-Шлодиен (* 20 август 1725; † 4 април 1781), син на Карл Флорус (1693 – 1765) и Йохана Шарлота цу Дона-Шлобитен (1699 – 1726)
- син